# He Xinyin
He Xinyin (chinesisch 何心隱 / 何心隐, W.-G. Ho Hsin-yin; geboren 1517; gestorben 1579) war ein namhafter Vertreter der von Wang Gen begründeten Taizhou-Schule (Taizhou xuepai 泰州学派) des Neokonfuzianismus. Er ist Verfasser des He Xinyin ji 何心隐集.